# FCAPS
FCAPS är ett ramverk för nätverksadministration. FCAPS är en akronym för fault, configuration, accounting, performance and security. 

## Fel (Fault)
Ett fel är något som har en negativ påverkan på nätverket. Målet med felhantering är att hitta, isolera och fixa och logga felen som inträffar i nätverket. 
När ett fel inträffar, skickar ofta en nätverkskomponent en notifikation till nätverksoperatören genom ett protokoll, antingen ett privat eller ett öppet protokoll som SNMP. 

## Konfigurationshantering (Configuration)
- Samla och spara nätverksenheternas konfigurationer i nätverket
- Förenklar konfigurationen av enheterna
- Logga ändringar som sker på konfigurationen
- planera framtidens expansioner och skalning av nätverket.

Konfigurationshantering riktar in sig på att övervaka systemkonfigurationerna och ändringar som sker. Detta är området är viktigt då fel ofta uppstår efter att konfigurationsfiler ändrats, uppdatering av mjukvara eller hårdvaruändringar. 

## Bokföring (Accounting)
Målet är att samla statistik av användarna för att skicka räkningar och ta betalt för tjänsterna de använt. På större företag där man har en IT enhet handlar det mer om administration av de anställdas lösenord och tillåtelse för olika område och att uppdatera utrustningen genom mjukvarubackups och synkronisering.   

## Prestandahantering (Performance)
Fokuserar på att garantera att nätverkets prestanda ligger på en hög nivå. Parameterar man kan använda för att se hur prestandan är, throughput, förlorade paket, fel nivå med flera.

## Säkerhetshantering (Security)
Säkerhetshantering av tillgången till nätverket. Datasäkerhet uppnås främst via kryptering och autentisering. Interna och externa användare ska endast ha tillgång passande nätverks resurser. Andra uppgifter är att hantera brandväggar, attacker av systemet och säkerhets regler.